# Neale Richmond

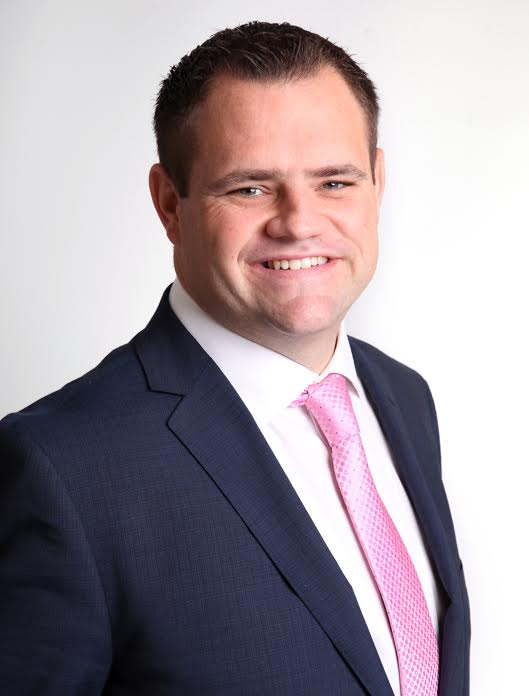
Neale Richmond (2017)

Neale Richmond (* 6. Dezember 1985 in Ballinteer, Dublin, Irland) ist ein irischer Politiker der Fine Gael (FG).

## Leben
Neale Richmond wuchs im Dubliner Quartier Ballinteer auf. Er studierte am University College Dublin Geschichts- und Politikwissenschaft. Er wurde zum Mitarbeiter des Europaabgeordneten Gay Mitchell. 
2009 wurde er in den Dún Laoghaire–Rathdown County Council für den Bereich Glencullen–Sandyford gewählt. Aufgrund dessen gehörte er den neun irischen Vertretern im Europäischen Ausschuss der Regionen an. 
2011 bis 2016 arbeitete Richmond für die Abgeordnete Olivia Mitchell.
Zwar versuchte er 2016 bei den Wahlen zum Unterhaus für den Wahlkreis Dublin South einen Sitz zu erzielen, scheiterte jedoch bereits bei der Aufstellung gegenüber anderen Parteimitgliedern. Er wurde stattdessen über die Arbeitnehmerliste in den Seanad Éireann gewählt. 
Bei den Wahlen zum Dáil Éireann 2020 war er im Wahlkreis Dublin Rathdown dann doch erfolgreich und zog als Teachta Dála des 29. Dáil Éireann. Als Damien English im Januar 2023 seinen Rücktritt erklärte, wurde er am 13. Januar 2023 zum Staatsminister im Handelsministerium und im Sozialministerium für den Aufgabenbereich Beschäftigung und Einzelhandel in der Regierung Varadkar II ernannt. Am 10. April 2024 wurde er in der Regierung Harris zum Staatsminister für Finanzen ernannt. In der Regierung Martin II wurde er Staatsminister für Entwicklungszusammenarbeit und die irische Diaspora.
Neale Richmond ist seit 2015 mit Babs verheiratet, mit der er zwei Kinder hat.